# 鶴居村營軌道

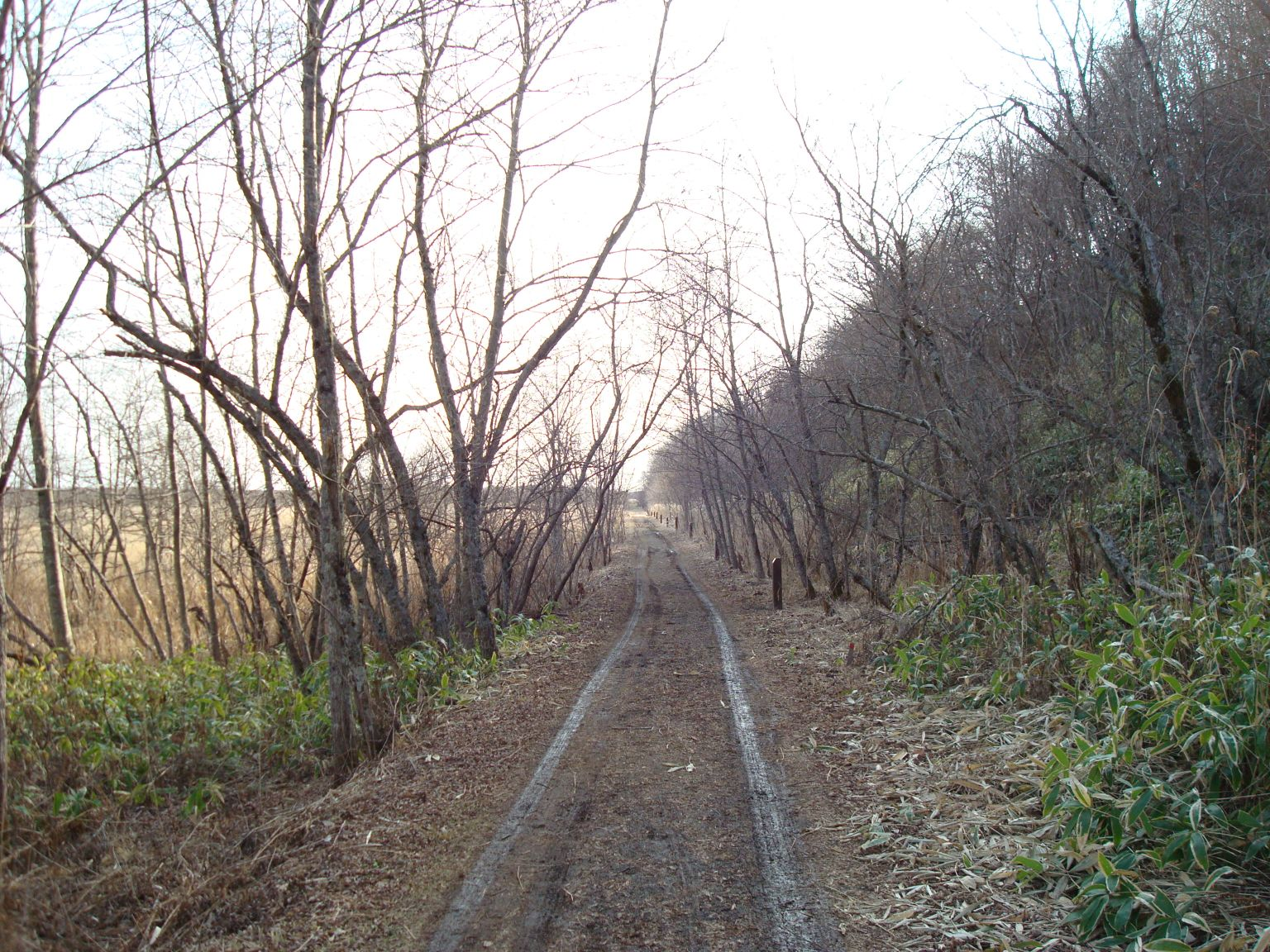
钏路湿原旁的路基被改造成步道（2007年）

鹤居村營軌道是曾经存在于日本北海道钏路市鹤居村的簡易軌道。
1921年（大正10年）開始有拓殖團體移居至鹤居村。 1924年（大正13年），内务省北海道廳为了救濟关东大地震的災民，开始推廣移民事業並指定此處墾殖，因此需要盡速進行交通建设。
北海道廳決定興建殖民軌道，路線从根室本线新富士站出發，于1927 年（昭和 2 年）通車  。最初軌道僅限貨運，以馬拉動車輛。 然而路線長度較長，所以引進了由公共汽车改装，以木炭生成瓦斯为动力的動力客車。
战后本軌道除客運業務以外也運輸牛奶，且因公路建設尚未完備，也用來遞運邮件。从1950 年代後半，由於運輸量增加，開始引進動力客車和柴油机车。然而隨著沿线道路的改善與公車路線開通，本軌道遂於1968年（昭和43年）全線廢止。  
鶴居村從2021年度開始，啟動了保存村營軌道記錄的計畫。 

## 路线資料
以下為路線最長時的数据。
- 路线距离：
  - 雪裡线：新富士-中雪裡，長28.8公里
  - 幌呂线：下幌呂-新幌呂，長19.3公里
- 轨距： 762毫米

## 历史
- 1926年（大正15年） 6月：开始興建雪裡线
- 1927年（昭和2年）：雪裡线通車
- 1941 年9 月：開始使用以木炭瓦斯为燃料的內燃機動力客車
- 1943年12月：幌呂線上幌呂至新幌呂區間通車
- 1953年（昭和28年）：北海道开发局進行轨道改良工程
- 1954年（昭和29年） ：營運由「雪裡線運行組合」轉移給鹤居村，成为「鹤居村营軌道」。
- 1956年（昭和31年）：使用動力客車
- 1967年（昭和42年）：新富士～温根内間废止
- 1968年（昭和43年）：全线废止[1]

## 车站列表
中雪裡線
新富士 - 鳥取 - 昭和地區 - 鶴野 - 溫根內 - 坂之上 - 南4線 - 下幌呂 - 北6線 - 北8線 - 北11線 - 中雪裡切
幌呂线
下幌呂 - 磚廠入口 - 製粉廠前 - 中幌呂 - 茂幌呂入口 - 支幌呂 - 舊驛遞 - 上幌呂 - 新幌呂下 - 新幌呂

## 保存的车辆
動力客车（1964年泰和车辆制造）及8吨柴油机车（1960年泰和车辆制造）
静态保存于鹤居村故乡情報館（鹤居东5丁目）。原本長期以露天方式停放在村立鶴居小學旁邊的舊鄉土資料館，在2014 年，根据退休人员等等人士的意見，重新粉刷與整理以後，改停放於故鄉情報館內；館內還有介紹村營軌道歷史的展示板。
2017 年 2 月 10 日（平成 29 年）在钏路新富士邮局開ˇ使使用的風景邮戳，图案就是鹤居村營軌道的動力客車。
6吨内燃机车（1959年運輸工业製造）
動態保存於鄂霍次克綜合振興局纹别郡遠輕町營運的丸瀨布森林公園內。該處軌道全长约2公里，乃於1980年由当地旧森林铁路路基改造而成，用于在两列火车同时运行的活动上与雨宮21號蒸汽機車一同牽引列車。村营軌道废除后，該車由新宫商工钏路防腐剂工厂使用於工廠内部轨道，在1989年发生故障并报废，後于1995 年被当时的丸瀬布町收購入，由札幌交通機械公司整修。

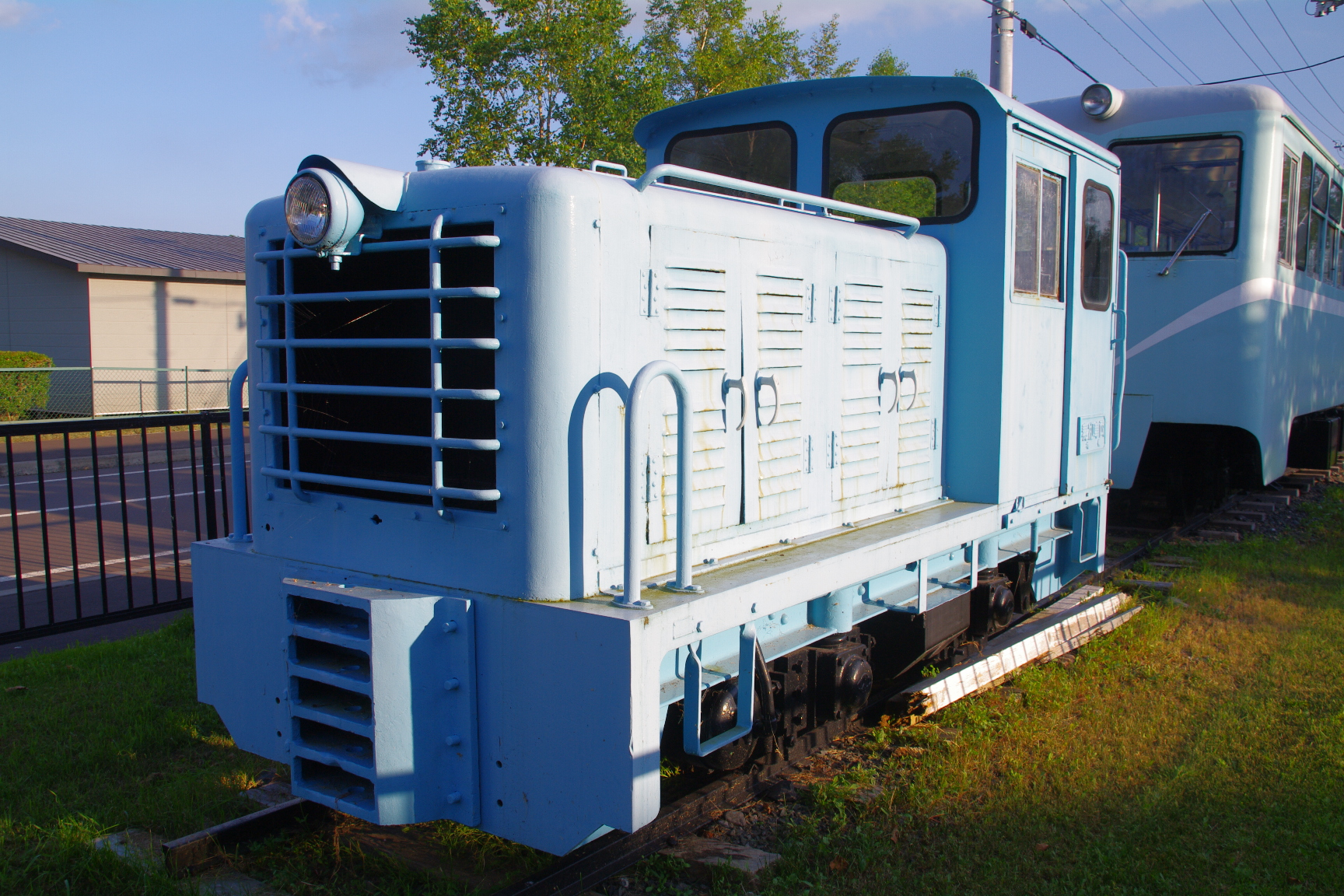
8吨内燃机车（2009年）
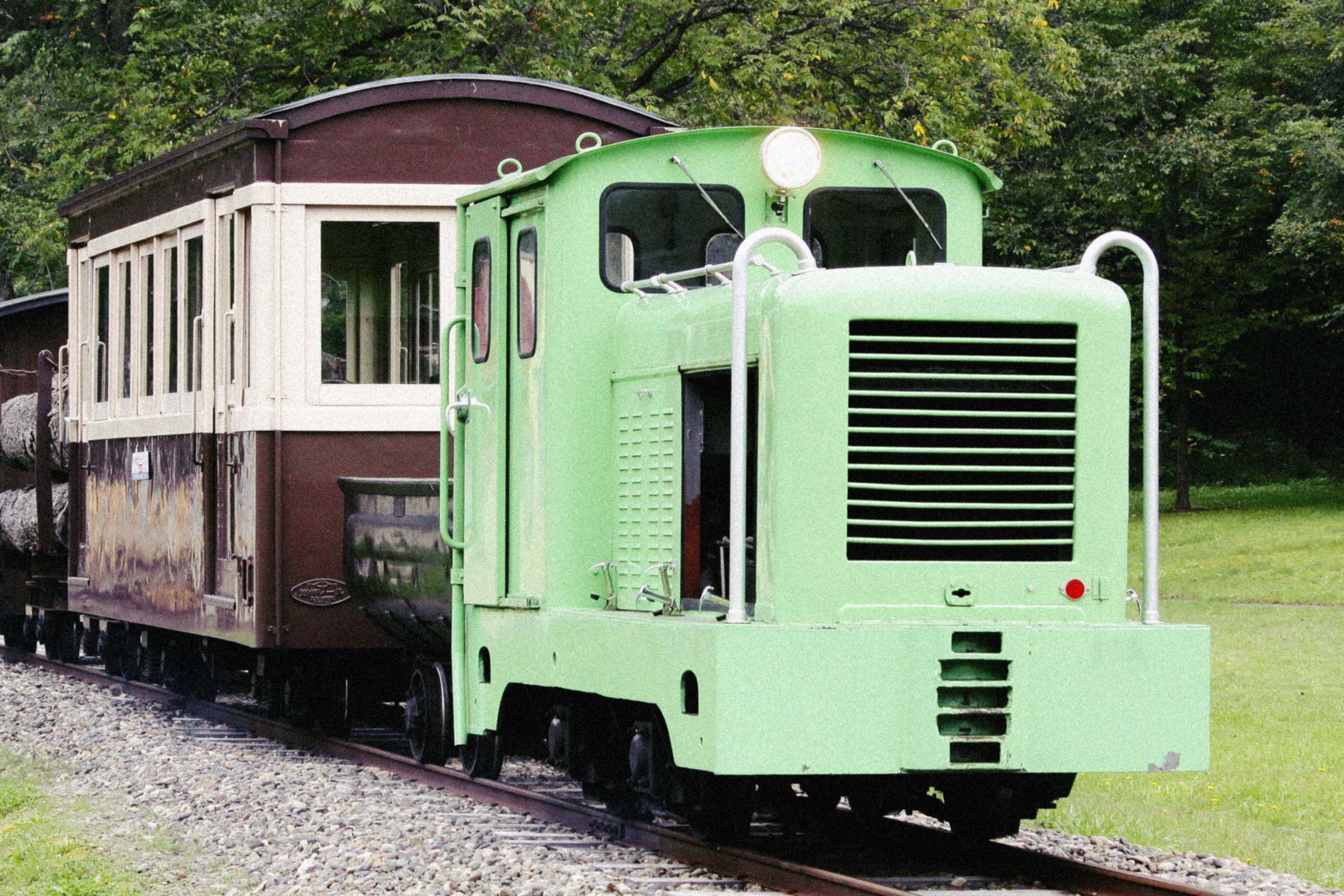
丸瀨布森林公園使用的6吨柴油机车（2014年）

## 脚注
1. 1 2
2. ↑  . www.post.japanpost.jp.   [2020-09-03].